# Comment ça marche
Pour les articles homonymes, voir CCM.
Comment ça marche (CCM) est un site Web français créé en février 1999 initialement consacré à la vulgarisation informatique, mais traitant désormais également d'autres thèmes.
Le site est édité par CCM Benchmark Group dont le fondateur est Jean-François Pillou, alias Jeff. Durant l'été 2010, CCM a levé 60 millions d'euros pour racheter l'Internaute. Ce nouveau conglomérat cumule 40 millions de pages et 20 millions de visiteurs uniques en novembre 2010.
En 2015, CCM Benchmark Group a été racheté par le groupe Le Figaro, filiale du groupe Dassault. 
CCM projette d'ajouter une connexion aux réseaux sociaux à l'ensemble des sites Web du nouveau groupe CCM Benchmark Group.

## Objectifs
L'objectif initial était d'informer les lecteurs sur les nouvelles technologies de l'information et de la communication. Il fonctionne principalement comme un forum de technologie à résoudre les questions sur l'informatique. Le site a par la suite présenté d'autres thématiques (dont le droit, la finance, la santé et la cuisine).

## Contenu
Le site est articulé en plusieurs parties elles-mêmes subdivisées par thèmes. Il comprend des espaces de discussion (de type forum), des espaces collaboratifs où le contenu est apporté et amélioré par les visiteurs eux-mêmes (par exemple des « trucs et astuces »), ainsi que du contenu apporté par la rédaction (ou des personnes invitées à s’exprimer).
Une partie du contenu est réutilisable sous licence Creative Commons CC-by-nc-sa. Quidea, titulaire de tous droits de propriété intellectuelle relatifs au contenu rédigé par les contributeurs sur Comment ça marche, peut faire ou permettre un usage commercial du contenu du site.